# WHY?
《WHY?》는 예림당의 과학학습만화인 Why?를 원작으로 한 대한민국의 애니메이션으로, 2025년 1월 22일부터 KBS 2TV에서 방영 중이다.

## 방송 일시
| 방송 채널 | 방송일                            | 방송 시간        |
| --------- | --------------------------------- | ---------------- |
| KBS 2TV   | 2025년 1월 22일 ~ 2026년 1월 21일 | 매주 수 오후 5시 |

## 등장 인물
- 엄지
- 꼼지
- 장박사
- 잼쿵(AI로봇)
- 곰박사
- 임박사

## 목소리 출연
- 한신정: 엄지, 임박사, 잼쿵(AI로봇)
- 홍범기: 꼼지, 장박사, 곰박사, 챔쿵

## OST
- 오프닝: 한신정, 홍범기
- 엔딩: 음악

## 제작진
- 책임프로듀서: 이태헌
- 프로듀서: 박창
- 기획: 이현주
- 제작 지원: 강현욱, 유미희
- 원작: 예림당 Why?
- 원작 저작권: 문하영
- 프로듀서: 이상준
- 총감독: 김소영
- 애니메이션 제작 책임: (주)플레이큐리오
- 각본: 이선경(시나리오)
- 배경 디자인: 이혜원
- 캐릭터 디자인: 김가혜
- 오프닝·출동송 작사: 이선경
- 오프닝·출동송 작곡: 홍진경
- 음향효과·믹싱: 박용신*
- 애니메이션 제작/연출: 방혜린
- 에니메이션 제작/영상 편집: 김선애
- 애니메이션 제작/스토리보드: 최성운, 류주연
- 플래시 애니메이션/원화: 윤민희 박진혁
- 플래시 애니메이션/애니메이션: 김미영, 강승연, 이미진
- 홈페이지: 정상빈(KBS미디어)
- 종합편집: 이수은
- 자막 디자인: 황은서
- 조연출: 차한결
- 연출: 박창
- 기획: KBS
- 제작: SK 브로드밴드

## 방영 목록
| 화차 | 주제                                | 방송 일자       |
| ---- | ----------------------------------- | --------------- |
| 1화  | 공룡시대를 간다                     | 2025년 1월 22일 |
| 2화  | 공룡시대의 생존경쟁                 | 2025년 2월 5일  |
| 3화  | 물고기의 생태                       | 2025년 2월 12일 |
| 4화  | 물고기의 삶                         | 2025년 2월 19일 |
| 5화  | 특별한 재능을 가진 물고기           | 2025년 2월 26일 |
| 6화  | 초원지대에 사는 동물                | 2025년 3월 5일  |
| 7화  | 열대우림에 사는 동물                | 2025년 3월 12일 |
| 8화  | 활엽 침엽수림에 사는 동물을 찾아서  | 2025년 3월 19일 |
| 9화  | 극한 지대에 사는 동물               | 2025년 3월 26일 |
| 10화 | 곤충들이 어떻게 살아다닐까          | 2025년 4월 2일  |
| 11화 | 곤충으로 살아담기                   | 2025년 4월 9일  |
| 12화 | 장수풍뎅이와 사슴벌레의 매력 맛보기 | 2025년 4월 16일 |
| 13화 | 장수풍뎅이와 사슴벌레의 생태 알기   | 2025년 4월 23일 |
| 14화 | 파충류가 살아다니는 방법            | 2025년 4월 30일 |
| 15화 | 파충류와 양서류의 특별한 능력       | 2025년 5월 7일  |
| 16화 | 조류의 성장                         | 2025년 5월 14일 |
| 17화 | 조류가 살아다니는 방법              | 2025년 5월 21일 |
| 18화 | 우주탐험 시작                       | 2025년 5월 28일 |
| 19화 | 지구와 가까운 태양계 알아오기       | 2025년 6월 4일  |
| 20화 | 지구와 먼 태양계 알아오기           | 2025년 6월 11일 |
| 21화 | 미지의 우주 은하계                  | 2025년 6월 18일 |
| 22화 | 별자리를 찾아서                     | 2025년 6월 25일 |
| 23화 | 봄과 여름의 별자리                  | 2025년 7월 2일  |
| 24화 | 가을과 겨울의 별자리                | 2025년 7월 9일  |
| 25화 | UFO와 외계인 있을까 없을까          | 2025년 7월 16일 |
| 26화 | UFO는 어떻게 생겼을까               | 2025년 7월 23일 |
| 27화 | 외계인은 어떻게 생겼을까            | 2025년 7월 30일 |
| 28화 | 로켓과 우주 왕복선                  | 2025년 7월 30일 |
| 29화 | 우주인이 되려면 해야할일            | 2025년 8월 6일  |
| 30화 | 우주탐사선에서 찾아낸 비밀          | 2025년 8월 13일 |
| 31화 | 하늘을 뒤덮인 것의 정체             | 2025년 8월 20일 |
| 32화 | 기후 변화의 원인과 심각성           | 2025년 8월 27일 |
| 33화 | 무정                                | 2025년 9월 3일  |

## 결방 및 편성안내
- 2025년 1월 29일: 설날연휴의 관계로 인해 결방했다.
- 2025년 7월 30일: 2회 연속 편성했다.

## 같이 보기
- Why?